# Ivar Aronsson
Ivar Mauritz Aronsson (* 24. März 1928 in Romelanda in der Gemeinde Kungälv; † 6. Februar 2017 in der Gemeinde Kungälv) war ein schwedischer Ruderer.
Ivar Aronsson vom Roddklubben Three Towns in Kungälv gewann bei den Europameisterschaften 1955 in Gent die Silbermedaille im Vierer mit Steuermann zusammen mit Olof Larsson, Gösta Eriksson, Evert Gunnarsson und Steuermann Bertil Göransson hinter den Argentiniern und vor den Finnen. Alle fünf gehörten auch zum schwedischen Achter, der hinter dem Boot aus der Sowjetunion ebenfalls Silber gewann.
Im Jahr darauf traten die fünf Schweden auch bei den Olympischen Spielen 1956 in Melbourne in beiden Bootsklassen an. Im Vierer gewannen sie die Silbermedaille hinter den Italienern und vor den Finnen. Der schwedische Achter belegte den vierten Platz hinter den Booten aus den Vereinigten Staaten, Kanada und Australien.
Ivar Aronsson gewann insgesamt 13 schwedische Meistertitel und war in späteren Jahren auch als Seniorensportler erfolgreich.